# Справа Української військової організації
Справа Української військової організації 1933 року — політична справа, сфабрикована Державним політичним управлінням УСРР. Стверджувалося, що «УВО» нібито планувала повстання проти комуністичного режиму в Україні, координуючи свої дії з реальною закордонною «УВО» під проводом Євгена Коновальця.
Показового процесу у справі не було, хоча до числа обвинувачених додавали так званих учасників упродовж 1933—1934 років. Серед тих, кому інкримінували участь в «УВО», опинилися Матвій Яворський, Михайло Грушевський, Лесь Курбас. Навіть у 1937 тривали арешти за участь в «УВО». До прикладу, 13 серпня 1937 року при обшуці квартири колишнього командарма ЧУГА Василя Порайка в Києві по вулиці Чудновського 5 слідчі НКВС знайшли оригінал вироку у справі по «УВО».
Більшість обвинувачених у цій справі загинули в ході репресій. До того ж багатьох із них «прив'язали», окрім «УВО», до інших справ, обвинуватили в участі в інших «організаціях» чи «заколотах». Керівником «УВО» оголосили Олександра Шумського, якому завдяки твердій поведінці та послідовності у викритті дій так званого слідства вдалося відкинути безглузді обвинувачення (хоча після 11 років заслання, в 1946, він був убитий працівниками МДБ СРСР). Особи, обвинувачені в участі в «УВО», офіційно реабілітовані в 1950-ті роки, переважно посмертно.

## Репресовані за справою
Усього за цей період у належності до «УВО» обвинувачено 148 осіб. Серед них чимало літераторів, діячів Комуністичної партії Західної України, науковців і викладачів, працівників радянських установ.

### Літератори
- Борис Антоненко-Давидович
- Андріан Бабюк (Мирослав Ірчан)
- Остап Вишня
- Олесь Досвітній
- Дмитро Загул
- А. Карабут,
- Михайло Качанюк
- Михайло Козоріс
- Сергій Пилипенко
- Олекса Слісаренко
- Михайло Яловий

### Діячі КПЗУ
- Григорій Іваненко
- Павло Ладан
- Йосип Крілик
- К. Максимович
- Іван Тур-Запаринюк
- Роман Турянський (Кузьма)
- Микола Ерстенюк

### Науковці та викладачі
- Василь Гоца, директор Житомирського інституту народної освіти
- Євген Черняк, директор Інституту історії української культури в Харкові
- В. Борщевський, доцент Одеського університету
- В. Бучура, науковий співробітник Харківського географічного інституту
- Д. Вахняк, професор Інституту червоної професури у Харкові
- Іван Врона, ректор Київського художнього інституту
- Василь Десняк, науковець
- П. Задерей, співробітник Харківського автодорожнього інституту
- О.Іванчевський, викладач німецької мови в Харківському електротехнікумі
- Сергій Канюк, директор Центральної наукової бібліотеки у Харкові
- Франц Кондрацький, завідувач кафедри Дніпропетрівського інституту інженерів транспорту
- М.Кузняк, проф. Маріупольського пед. інституту
- О. Огар, науковець
- Олександр Осіюк[2], співробітник Київського енергетичного інституту
- Д. Рудик, викладач Київського зоотехнічного інституту
- Степан Рудницький, академік ВУАН
- В. Фарило, науковець
- Микола Христовий, науковий співробітник ВУАН
- Ілля Цьокан, професор
- Олексій Яворський, науковий співробітник

### Інші
- Олександр Бадан-Яворенко, професор
- Климентій Коник, керівник сектору планування Держплану УСРР
- В. Олійник, помічник секретаря ЦК КП(б)У
- Юліан Бачинський, співробітник «Української радянської енциклопедії»
- М. Грицай, директор харківського видавництва «Молодий більшовик»
- С. Попович, літредактор Партвидаву ЦК КП(б)У
- Ф. Приступа, референт Наркомосу УСРР
- Василь Сірко, секретар Криворізького міськкому КП(б)У
- П. Сидоров, робітник Харківського паровозного заводу
- Д. Фідек, директор Білоцерківської МТС
- П. Журавель, референт «Укрзерноцентру»
- М. Заєць, директор комунального банку у місті Артемівськ Донецької області
- Д. Клименко начальник ветеринарного управління Київоблздраву
- С. Копач-Холодний, інспектор Головліту
- Фавст Лопатинський, сценарист Київ. кіностудії
- Федір Малицький, редактор «Сільгоспвидаву»
- Ю. Михайлов, художник, киянин
- Степан Наварський-Еленюк, зав. відділу інформації газ. «Комсомолець України»
- М. Панасюк, скульптор
- П. Поліщук, студент Харківського ін-ту механізації та електрифікації сільс. госп-ва
- В. Сенчина, лікар санаторію «Паризька Комуна» в м. Ялта
- О. Сорочан, журналіст
- І. Терещенко, вчитель
- М. Терлецький студент Харківського університету